# Phascolosomatidae
Phascolosomatidae is een familie in de taxonomische indeling van de Sipuncula (Pindawormen).
Het dier komt uit het geslacht en behoort tot de familie . Phascolosomatidae werd in 1972 beschreven door Stephen & Edmonds.

## Geslachten
De Phascolosomatidae omvat drie geslachten:
- Antillesoma
- Apionsoma
- Phascolosoma